# Scutomollisia
Scutomollisia is een geslacht van schimmels behorend tot de familie Mollisiaceae. De typesoort is Scutomollisia punctum.

## Soorten
Volgens Index Fungorum bevat het geslacht 13 soorten (peildatum mei 2023):
| Soortnaam                                 | Auteur(s)         | Publicatiejaar |
| ----------------------------------------- | ----------------- | -------------- |
| Scutomollisia clavata                     | B. Hein & Scheuer | 1986           |
| Scutomollisia contraria                   | Graddon           | 1984           |
| Scutomollisia fimbriomarginata            | Graddon           | 1980           |
| Scutomollisia integromarginata            | Graddon           | 1980           |
| Scutomollisia lanceata                    | B. Hein & Scheuer | 1986           |
| Scutomollisia leptoderma                  | Nannf.            | 1976           |
| Scutomollisia microspora                  | B. Hein & Scheuer | 1986           |
| Scutomollisia morvernensis                | Graddon           | 1984           |
| Scutomollisia operculata                  | Nannf.            | 1976           |
| Scutomollisia pallido-ochracea            | Graddon           | 1984           |
| Scutomollisia papillata                   | Graddon           | 1990           |
| Scutomollisia punctum                     | (Rehm) Nannf.     | 1976           |
| Scutomollisia stenospora (Dekselmollisia) | Nannf.            | 1976           |